# Leistungsabzeichen des DRK „Bereit zur medizinischen Sicherung der Landesverteidigung“
Das Leistungsabzeichen des DRK „Bereit zur medizinischen Sicherung der Landesverteidigung“ war in der Deutschen Demokratischen Republik (DDR) eine nichtstaatliche Auszeichnung des Deutschen Roten Kreuzes der DDR, welche in drei Stufen, Bronze, Silber und Gold gestiftet wurde. Die Schaffung dieses Leistungsabzeichen geht dabei auf die Grundidee zurück, die Bürger der DDR, insbesondere die Jugend, zur medizinischen Sicherung im Falle der Landesverteidigung einzubeziehen. 

## Aussehen
Das 24 mm hochovale Abzeichen zeigt mittig auf weiß emaillierten Grund das Genfer Kreuz. Umschlossen wird diese Symbolik von zwei unten gekreuzten nach oben gebogenen Lorbeerzweigen, die etwa bis zu 1/4 der Höhe noch dreiblättrig sind und anschließend aus zwei Blättern bestehen. In dem so entstehenden unteren breiteren Rand sind die Buchstaben DDR eingeprägt. Die Rückseite ist glatt und zeigt eine waagerecht oder senkrecht verlötete Nadel mit Gegenhaken.